# Lamento
Pour l’article homonyme, voir Lamento (film).
Un Lamento est un morceau de musique à caractère de lamentation.
Exemples célèbres : 
- La Déploration sur la mort de Johannes Ockeghem (Nymphes des bois), de Josquin des Prés.
- Le Lamento d'Arianna, extrait de L'Arianna, opéra de Claudio Monteverdi
- Le Lamento della ninfa, de Monteverdi (Livre VIII des Madrigaux, 1638)
- Le Lamento de la Vierge, dans un Oratorio per la Settimana Santa (l’Oratorio pour la Semaine sainte), de Luigi Rossi.
- La Lamentation faite sur la mort très douloureuse de Sa Majesté Impériale, Ferdinand le IIIme (1657) et la Lamentation sur la très douloureuse mort de Sa Majesté Ferdinand le IVme (1654) (pour clavecin) de Johann Jacob Froberger.
- L'aria de la mort de Didon, When I am laid in earth... (« Lorsqu'on m'enterrera ») dans l'opéra Didon et Énée d'Henry Purcell (1689).

De même, on parle de lamento tragique pour un texte littéraire mêlant les registres tragique et pathétique.